# Medal im. Profesora Kazimierza Demela
Medal im. Profesora Kazimierza Demela – medal ustanowiony w Morskim Instytucie Rybackim w 1991 jako wyraz uznania dla osób i instytucji mających wybitne osiągnięcia naukowe, badawcze lub w popularyzacji nauki w dziedzinach biologii, ekologii lub rybołówstwa. Medal nadawany jest przez kapitułę, w skład której wchodzą dotychczasowi laureaci medalu (wyłącznie osoby fizyczne) oraz przewodniczący Rady Naukowej i dyrektor Morskiego Instytutu Rybackiego – Państwowego Instytutu Badawczego. Dyrektor MIR jest przewodniczącym kapituły.
Co roku przyznawany jest jeden medal, chociaż przewidziano możliwość (w latach specjalnych jubileuszy) nadawania do trzech medali w jednym roku.
Medal zaprojektował  artysta plastyk Józef Jezierski. Medal, wykonany z brązu posrebrzanego ma kształt krążka o średnicy 90 mm. Wybity został w Mennicy Państwowej w Warszawie w 1991 roku.
Wyróżnieni medalem:
- Międzynarodowa Rada Badań Morza w Kopenhadze, Dania, (1991)
- Wydział Rybactwa Morskiego i Technologii Żywności Akademii Rolniczej w Szczecinie (1991)
- Krystyna Wiktor (1992)
- Eugeniusz Grabda (1992)
- Walerian Cięglewicz (1993)
- Bernt Ingemar Dybern (1994)
- Zbigniew Karnicki (1994)
- Komitet Badań Morza Polskiej Akademii Nauk (1994)
- Krzysztof Korzeniewski (1995)
- Andrzej Ropelewski (1995)
- Romuald Klekowski (1995)
- Czesław Druet (1996)
- Instytut Rybactwa Śródlądowego im. Stanisława Sakowicza w Olsztynie (1996)
- Stanisław Rakusa-Suszczewski (1996)
- Kenneth Sherman (1997)
- Zbigniew Kabata (1998)
- Witold Klawe (1998)
- Aleksander Winnicki (1999)
- Miasto Hel (1999)
- Idzi Drzycimski (2001)
- Ludwik Żmudziński (2001)
- Krzysztof Jażdżewski (2001)
- Zdzisław Sikorski (2001)
- Jerzy Dera (2002)
- Jarl-Ove Strömberg (2002)
- Jan Marcin Węsławski (2003)
- Daniel Dutkiewicz (2004)
- Departament Rybołówstwa FAO/ONZ (2005)
- Ragnar Elmgren (2006)
- Stanisław Massel (2006)
- Erkki Leppäkoski (2007)
- Marcin Pliński (2008)
- Richard J. Beamish (2008)
- Andrew I. L. Payne (2009)
- Victor Sapozhnikov (2010)
- Bodo von Bodungen (2011)
- Jan Einar Thulin (2014)
- Anna Szaniawska (2014)
- Krzysztof Opaliński (2015)
- Tomasz Linkowski (2016)
- Kaisa Kononen (2017)

- Jonathan A. Hare (2018)
- Jan Horbowy (2020)
- Friedrich Wilhelm Köster (2022)
- Markus Meier (2023)